# لولا (فلم 1961)
لولا (بالفرنسية: Lola) فيلم دراما رومانسي تم انتاجه عام 1961، وهو الفيلم الأول للمخرج جاك ديري لتخليد ذكرى المخرج الفرنسي العالمي، الألماني المولد ماكس أوفولز (1902-1957)، وقد وصفه ديمي بأنه «موسيقي بدون موسيقى». تألقت أنوك إيميه في دور البطولة. قامت أرملة ديمي، المخرجة الفرنسية أغنيس فاردا باستعادة الفيلم وإعادة إصداره مرة أخرى. استوحيت أسماء الفيلم وشخصية العنوان من فيلم جوزيف فون ستيرنبرغ عام 1930 «الملاك الأزرق Der blaue Engel»، والذي لعبت فيه مارلين ديتريش دورًا هزليًا يُدعى «لولا لولا».

## طاقم التمثيل
- أنوك إيميه: في دور لولا / سيسيل
- مارك ميشيل: في دور رولاند كاسارد
- آلان سكوت: في دور فرانكي
- إلينا لابورديت: في دور مدام ديسنوييرز
- آني دوبيرو: في دور سيسيل ديسنوييرز
- جاك هاردن: في دور ميشيل
- مارجو ليون: في دور جين  (والدة ميشيل)
- كاثرين لوتز: في دور كلير (مديرة البار)
- كورين مارشان: في دور ديزي
- إيفيت أنزياني: في دور مدام فريديريك
- دوروثي بلانك: في دور دوللي
- إيزابيل لونغيني: في دور نيللي
- أنيك نويل: في دور إلين
- آن زامير: في دور ماجي
- جينيت فالتون: في دور مديرة صالون التجميل
- كارلو نيل: في دور مدرب الرقص[5]

## أحداث الفيلم
تجري أحداث الفيلم في مدينة نانت الساحلية على المحيط الأطلسي بفرنسا. يضيع الشاب رولان كاسارد (مارك ميشيل) حياته هباء، حتى يلتقي بلولا (أنوك إيميه)  وهي امرأة كان يعرفها قبل الحرب العالمية الثانية عندما كان مراهقًا. تعمل لولا راقصة في ملهى ليلي، وعلى الرغم من أن رولاند مغرم بها تمامًا، إلا أن لولا منشغلة بحبيبها السابق ميشيل، الذي تخلى عنها بعد أن حملت منه قبل سبع سنوات. يتنافس البحار الأمريكي فرانكي (آلان سكوت) على قلب لولا، التي لا تبادله المشاعر. يكافح رولاند من أجل العمل، ويتورط في مؤامرة لتهريب الماس مع حلاق محلي. يصادف رولان سيسيل (آني دوبيرو)، وهي فتاة تبلغ من العمر 13 عامًا، وتذكره باشكال عديدة بحبيبته لولا، التي يعرف أن اسمها الحقيقي سيسيل أيضًا. يعود في النهاية حبيب لولا القديم ميشال إلى نانت، ويبدو أنه أصبح ناجحًا للغاية ويأمل في الزواج من لولا، التي كانت تستعد للمغادرة لعمل جديد في مرسيليا. ينتهي الفيلم ولا تغادر مع ميشال كما كانت تقول دائماً.

## استقبال الفيلم
تلقت لولا آراء معتدلة من النقاد. كتب جوناثان روزنباوم من الصحيفة الأمريكية شيكاغو ريدر The Chicago Reader إن الفيلم كان من بين الأعمال الرئيسية الأكثر إهمالًا في الموجة الفرنسية الجديدة ومن بعض النواحي أفضل أعمال المخرج جاك ديمي.
منح ترافيس هوبر من موقع «فيلم فريك سنترال Film Freak Central» الفيلم 3.5 نجمة من أصل 4 نجوم، قائلاً: «أعتقد أن الفيلم لا يتمتع بالصرامة الفكرية لتلك الأفلام الأخرى»، ومضى يقول: «إنه أقوى للشعور، ويظهر أننا بحاجة إلى أكثر من تأكيد الأسوأ إذا كنا نعتزم أن نجعل حياتنا سليمة».
منح موقح ميتاكريتيك الفيلم تقييم قيمته 73% بناء على آراء أربعة نقاد.
منح موقع الطماطم الفاسدة للفيلم تقييم قيمته 94% بناء على آراء 17 ناقد سينمائي.
منح موقع «نوت جاست موفيز Not Just Movies» الفيلم درجة (A) معظمها من أجل «النمط الكلاسيكي للموجة الجديدة لديمي، والذي يخلق عالمًا قائمًا بذاته يعطي ضبابًا خفيفًا للواقع حيث تستهدف الشخصيات بعضها البعض باستمرار وتفوتهم، وأحيانًا تمر على بعد بوصات من بعضها البعض قبل الاستمرار أو إعادة توجيهها».
ترشح الفيلم لنيل جائزة «بافتا BAFTA» في عام 1963 لأفضل فيلم (من أي مصدر) وأفضل ممثلة أجنبية (أنوك إيميه).
حصل على جائزة خاصة في عام 2001 من «دائرة نقاد السينما في نيويورك New York Film Critics Circle Awards» (أيضًا لإعادة إصدار فيلم ديمي الثاني «خليج الملائكة»).

## وصلات خارجية
- مقالات تستعمل روابط فنية بلا صلة مع ويكي بيانات